# Mirosternus dubiosus
Mirosternus dubiosus là một loài bọ cánh cứng thuộc chi Mirosternus trong họ Ptinidae.